# Terrion Arnold
Terrion Bernard Arnold, né le 22 mars 2003 à Tallahassee en Floride, est un sportif professionnel de football américain jouant au poste de cornerback pour la franchise des Lions de Détroit dans la National Football League (NFL) depuis la saison 2024.
Au niveau universitaire, il a joué pour le Crimson Tide de l'université de l'Alabama dans la NCAA Division I FBS pendant trois saisons avant d'être sélectionné en 24e rang lors du premier tour de la draft 2024 de la NFL par les Lions. 

## Biographie

### Jeunesse
Né le 22 mars 2003 à Tallahassee en Floride, Arnold fréquente le lycée catholique Jean-Paul II de la ville, où il pratique le basket-ball et le football américain. Dans ce sport où il occupe le poste de wide receiver, il réussit 26 réceptions pour un gain de 404 yards tout en inscrivant trois touchdowns lors de sa dernière saison au lycée. Il joue également au poste de safety affichant un bilan de 49 plaquages, cinq passes déviées et quatre interceptions. Considéré comme une potentielle recrue quatre étoiles, il intègre l'université de l'Alabama et son équipe du Crimson Tide,,.

### Carrière universitaire
Sous statut de joueur redshirt en 2021, Arnold ne participe à aucun match. Au cours de la sixième semaine de la saison 2022, il réussit sa première interception universitaire sur une passe de Haynes King (en) avant de contrer la dernière passe du match dans la zone d'en-but permettant au Crimson Tide de battre Texas A&M,. Lors du match de la 11e semaine et la victoire 30 à 24 contre Ole Miss, Arnold totalise dix plaquages, deux passes déviées et récupère un fumble,. Il termine sa saison 2022 avec 45 plaquages dont un pour perte de yards adverses, huit passes déviées, une interception et un fumble recouvert,. Pour ses performances au cours de cette saison, Arnold est sélectionné dans l'équipe 2022 des meilleurs joueurs freshman de la NCAA par la Football Writers Association of American (en) (AWAA),. L'année suivante, il est sélectionné dans la première équipe NCAA après avoir totalisé 63 plaquages, 5 interceptions, un sack et un fumble forcé. Il décide de faire l'impasse sur sa dernière saison d'éligibilité afin de se présenter à la draft 2024 de la NFL.

### Carrière professionnelle

#### Scouting Combine
| Taille                  | Poids           | Bras              | Main             | Sprint   | Sprint   | Sprint   | Shuttle 20 yards | 3 cones drill | Détente         | Détente             | Développé couché | Test Wonderlic |
| Taille                  | Poids           | Bras              | Main             | 40 yards | 10 yards | 20 yards | Shuttle 20 yards | 3 cones drill | verticale       | horizontale         | Développé couché | Test Wonderlic |
| 1,82 m (5 ft 11 3/4 in) | 86 kg (189 lbs) | 80 cm (31 5/8 in) | 23 cm (8 7/8 in) | 4,50 s   | 1,54 s   | 2,59 s   | 4,24 s           | 6,69 s        | 94 cm (37,0 in) | 3,28 m (10 ft 9 in) | -                | -              |

#### Draft
Arnold est sélectionné en 24e choix global lors du premier tour de la draft 2024 de la NFL par la franchise des Lions de Détroit. Celle-ci a pu effectuer cette sélection après avoir échanger leur 29e choix de premier tour et leur 73e choix de troisième tour contre le 24e choix de premier tour et un futur choix de 7e tour de la draft 2025 de la NFL des Cowboys de Dallas. 

#### Lions de Détroit
Le 13 juin 2024, Arnold signe un contrat de quatre ans pour un montant garanti de 14,34 millions de dollars comprenant un bonus à la signature de 7,25 millions.

## Statistiques

### NCAA
| Année       | Équipe                    | Statut      | MJ |       | Plaquages | Plaquages | Plaquages | Plaquages |       | Interceptions | Interceptions | Interceptions | Interceptions |  | Fumbles | Fumbles |
| Année       | Équipe                    | Statut      | MJ | Total | Seul      | Ast.      | Sacks     | Nb.       | Yards | Déf.          | TD            | Nb.           | Rec.          |  |         |         |
| 2021        | Crimson Tide de l'Alabama | Fr.         | 01 | 0     | 0         | 0         | 0,0       | 0         | 0     | 0             | 0             | 0             | 0             |  |         |         |
| 2022        | Crimson Tide de l'Alabama | Fr.         | 11 | 45    | 34        | 11        | 0,0       | 1         | 21    | 08            | 0             | 0             | 1             |  |         |         |
| 2023        | Crimson Tide de l'Alabama | So.         | 14 | 63    | 40        | 23        | 1,0       | 5         | 69    | 12            | 0             | 1             | 0             |  |         |         |
| Totaux NCAA | Totaux NCAA               | Totaux NCAA | 26 | 108   | 74        | 34        | 1,0       | 6         | 90    | 20            | 0             | 1             | 1             |  |         |         |

### NFL
| Année  | Équipe           | MJ |       | Plaquages | Plaquages | Plaquages | Plaquages |       | Interceptions | Interceptions | Interceptions | Interceptions |  | Fumbles | Fumbles |
| Année  | Équipe           | MJ | Total | Seul      | Ast.      | Sacks     | Nb.       | Yards | Déf.          | TD            | Nb.           | Rec.          |  |         |         |
| 2024   | Lions de Détroit | 16 | 60    | 47        | 13        | 0         | 0         | 0     | 10            | 0             | 0             | 1             |  |         |         |
| Totaux | Totaux           | 16 | 60    | 47        | 13        | 0         | 0         | 0     | 10            | 0             | 0             | 1             |  |         |         |

| Année  | Équipe           | MJ |       | Plaquages | Plaquages | Plaquages | Plaquages |       | Interceptions | Interceptions | Interceptions | Interceptions |  | Fumbles | Fumbles |
| Année  | Équipe           | MJ | Total | Seul      | Ast.      | Sacks     | Nb.       | Yards | Déf.          | TD            | Nb.           | Rec.          |  |         |         |
| 2024   | Lions de Détroit | 1  | 6     | 5         | 1         | 0         | 0         | 0     | 0             | 0             | 0             | 0             |  |         |         |
| Totaux | Totaux           | 1  | 6     | 5         | 1         | 0         | 0         | 0     | 0             | 0             | 0             | 0             |  |         |         |

## Vie privée
Arnold est très lié avec Terry Saban, l'épouse de Nick Saban, qu'il décrit comme sa meilleur amie et sa seconde mère.
Arnold est le cousin du joueur professionnel de football (soccer) Jordyn Bugg (en).